# Tiananmenski trg
Tiananmenski trg ili Trg nebeskoga mira (kineski: 天安门广场, pinyin: Tiānānmén guăngchăng) velik je trg u središtu Pekinga koji je dobio ime po građevini Tiananmen („Vrata nebeskog mira”) koja se nalaze na sjeveru trga i označavaju ulaz u Zabranjeni grad. Pored Tiananmena, na trgu se nalaze i Spomenik narodnim herojima, Velika dvorana naroda, Kineski nacionalni muzej i Mauzolej Mao Ce-tunga.
Tiananmenski trg ima površinu od 440.500 m² i promjer 880x500 m, te je dugo bio najveći gradski trg u svijetu (sada trg Xinghai u Dalianu, Liaoning, Kina), te mjesto mnogih povijesnih događaja. Tako je na njemu Mao Ce-tung objavio osnivanje Narodne Republike Kine 1. listopada 1949., što se slavi kao Dan državnosti Kine. No, u lipnju 1989. dogodio se je Pokolj na Tiananmenskom trgu, oružano gušenje pro-demokratskih prosvjeda, po kojemu je trg najpoznatiji u svijetu.